# 地底国の怪人
『地底国の怪人』（ちていこくのかいじん）は、1948年に手塚治虫が発表した漫画作品。本項では、リメイク作品である『アバンチュール21』も含めて解説する。

## 概要
『地底国の怪人』は、1947年に発表された『新宝島』『火星博士』に続く、手塚治虫の長編漫画単行本第3作目である。ただし手塚自身は、前2作が太平洋戦争以前の古い漫画様式を引きずっているとして、本作品を「いわゆるストーリー漫画の第一作」と位置づけている。この作品は、発売当時の漫画作品一般には見られなかった、「主人公級の登場人物が死亡する」というアンハッピーエンドの要素を取り入れたとして話題になった。本来の作品タイトルは、ベルンハルト・ケラーマンの小説『トンネル』にちなんだ「トンネル」であったが、出版社側の要望によって現在の題名に変更され、「トンネル」は副題として記載されるに留まった。ただし、後に手塚がまとめたスター名鑑の中では、本作品で商業デビューしたハム・エッグのデビュー作は「地底国の怪人」ではなく「トンネル」と記されている。
なお、本作品は2度リメイクされている。1951年に学習研究社の『四年の学習』・『五年の学習』で連載された『地球トンネル』、および1970年に『少年少女新聞』で連載された『アバンチュール21』である。このうち『地球トンネル』は、『手塚治虫漫画全集』をふくめ単行本化されていなかったが、2020年11月に888ブックスより発刊の『手塚治虫コミックストリップス』で初の単行本化となった。

## 地底国の怪人

### あらすじ
飛行機事故で父親を亡くしたジョン少年は、安全な乗り物を新たに造ろうと誓い、地球を貫通したトンネルの中を走る「ロケット列車」を設計。彼の助手となったウサギの耳男とともにロケット列車に乗り、トンネルを掘っていくが、地底で遭難してしまう。列車工場のビル工場長はジョンの救助に向かうが、途中で「地底人」の襲撃を受け捕虜となった。地上人を憎む地底国の女王は、救助隊のひとりハム・エッグ技師長を宝石で買収し、地上攻撃のための手下とする。一方ジョンと耳男は独自に地底国へたどり着き、ビルたちを救出して地上へ逃げ帰った。
地上へ帰還したジョンたちを、ハム・エッグ率いるテロ組織が襲う。戦いの中、耳男の判断ミスでロケット列車の設計図は奪われ、ジョンは腹を立てて耳男を追い出す。これを機に地底国との全面対決を決めたジョンは、大学から派遣されたという少女技師ミミーや警察と協力してハム一味に逆襲し、彼が女王と密談する秘密基地を攻めた。女王はハムを見捨てて逃走するが、謎の少年に阻まれ死亡する。設計図を取り戻し、ロケット列車2号を完成させたジョンは、ビルやミミーと再度の地底探検に挑むが、溶岩流に巻き込まれてしまう。ジョンたちが倒れた中でミミーはひとり列車を運転し、トンネルを貫通させるが、高熱で大やけどを負ってしまった。病院にミミーを見舞ったジョンは、ミミー、そして女王を倒した謎の少年が耳男の変装だったことを知る。ジョンの謝罪と感謝の言葉を聞きながら、耳男は息を引き取る。

### 登場人物
ジョン
本作品の主人公。長距離旅客機ルビイ号の事故で父親を失い、高速で安全な乗り物の開発を誓う。初期の手塚作品でたびたび主役を務めた少年スター「ケン一」が演じる。
耳男（みみお）
ノートル大学で発見された知能の高いウサギ。さらに動物実験を施され、人間と同等の知性を持つに至る。閉じこめられるのを嫌って大学を抜け出し、ジョンに出会って彼の助手となった。自分は人間だと考えており、人間たちから認めてもらえないことを悲しむ。手塚が少年時代に描いていた漫画作品から登場した動物スターであり、『ロストワールド』などにも登場している。
ビル
ロケット列車建造工場の工場長。正義感が強く、地底人の陰謀発覚後もジョンを助けて地底人に立ち向かう。演じているのは手塚スターシステムを代表するキャラクター「ヒゲオヤジ」。
ハム・エッグ
ロケット列車建造計画の技師長。欲深い男で、女王から宝石を与えられて仲間を裏切り、犯罪結社「黒魔団」を組織して地上を混乱させる。終盤では女王から用済み扱いされて始末されそうになったことで改心し、女王の罠にかかったビル達を助けるが石にされる。その後ビルが入手した化石ダイヤによって元に戻され、法の裁きを受けることとなった。
「ハム・エッグ」は手塚スターシステムの有名な悪役だが、本作品が商業作品でのデビューである。
女王
地底人の王国を支配する女王。地底人は、古代において他の動物を避け地底に移り住んだシロアリの進化したものである。ロケット列車計画を地上人の地底侵略と考え、ハム・エッグを買収して地上への反攻をたくらむ。あらゆるものを石に変えたり元に戻したりできる「化石ダイヤ」の指輪を武器とする。終盤で人間の攻勢を受け、黒魔団の少年が運転する車で逃げようとしたが、少年の正体は耳男であり、地底列車の設計図と化石ダイヤを奪われた上に乗っていた車ごと崖から落とされ死亡。その後、地底国は火山活動に巻き込まれ壊滅した。
地上に出てくるときは仮面をかぶって人間の女性になりすますという設定だが、この「人間に変装した女王」は、手塚スターシステムの女優「ミッチイ」が演じている。
ラムネ・ソーダ・カルピス
ロケット列車計画の作業員を務める三人組。名前から分かるように三人一組で活動するギャグキャラクターであるが、本作品以降はソーダがいなくなり、ラムネとカルピスが「凸凹コンビ」として長く手塚作品に登場するスターとなっている。

## アバンチュール21

### あらすじ
最新型旅客機「ルナパーク1号」の事故で両親を失った少年、西谷イサミは、ルナパークの設計者サリバンと出会い、彼の設計する「ルナパーク3号」が飛行機ではなく、地底を進む地球貫通列車であることを知る。ルナパーク3号は革新的な乗り物だったが、それゆえに批判も多く、サリバンを殺してでも開発を止めようとする勢力が存在していた。その危険を知りながらもイサミはルナパーク3号のテストパイロットに志願する。改造手術を受けたウサギの耳男を含む6名のメンバーが試運転に乗り込むが、出発後しばらくしてからサリバンからの通信で「メンバーの中に敵のスパイがいる」との情報が伝えられる。疑惑を抱えたまま、6人の乗り込んだルナパーク3号は不可思議な地底世界を突き進んでいくことになった。

### 登場人物
西谷イサミ
本作品の主人公。巨大旅客機ルナパーク1号の事故で両親を失った。サリバンからルナパーク3号の計画を知らされるが、当初提示された「サリバンの養子となって身内採用枠でテストパイロットになる」案を拒否し、自分の意志と実力でテストパイロットを志す。
耳男
イサミのペットとして飼われていたウサギ。科学者だったイサミの父の研究によって、4歳児程度の知能を得ていた。さらにフランケンシュタイン博士の改造を受け、人間と同等の知能と器用さを持つに至る。危険をいち早く察知する本能を備えており、ルナパーク3号の乗組員として採用される。
サリバン
ルナパークの設計者。地球貫通列車の完成を望まぬ勢力に命を狙われながらも、列車の完成に執念を燃やす。ヒゲオヤジが演じている。
カーラ
サリバンの娘。ルナパーク3号の乗員の一人。
ハム・エッグ
ルナパーク3号の機長。演じているのは同じく「ハム・エッグ」。
ナヒム
ルナパーク3号の副機長。モヒカン族出身の男性で、恐怖を律し冷静に振る舞うことを旨とする。
ヘルマン
ルナパーク3号の測量係。
フランケンシュタイン博士
先祖は「あの有名な怪物をつくった男」だと豪語する科学者。耳男の頭蓋骨を人工頭蓋に取り替えることで脳が発達する空間的余裕を取り、知能を高める手術を施す（同様の手術が『ブラック・ジャック』にも登場するが、本作品の方が発表時期は早い）。手塚スターシステム上でも「フランケンシュタイン」として知られるキャラクターが演じている。
サユリ
ある病院に入院していた不治の病の少女。大学を抜け出した耳男と出会って彼をかわいがり、結果として彼に初等教育を施すこととなる。余命幾ばくもない自分の代わりに耳男に活躍してほしいと願い、このため耳男は「人間として認められたい」という願望を持つようになる。

## 単行本

### 地底国の怪人
- 『地底国の怪人（不二書房）』（1948年）全1巻
- 冒険活劇大ロマン『地底国の怪人・魔法屋敷（桃源社）』（1975年）全1巻
- 手塚治虫漫画全集『地底国の怪人（講談社）』（1982年）全1巻
- 小学館叢書『手塚治虫初期傑作集1』小学館（1990年）全1巻
- 角川文庫手塚治虫初期傑作集『地底国の怪人（角川書店）』（1994年）全1巻
- 虫の標本箱『地底国の怪人』（ふゅーじょんぷろだくと）（1998年）全1巻
- 手塚治虫文庫全集 『地底国の怪人　魔法屋敷（講談社）』（2010年）全1巻

### アバンチュール21
- 手塚治虫漫画全集『アバンチュール21（講談社）』（1980年）全1巻
- 秋田文庫『アバンチュール21（秋田書店）』（1996年）全1巻
- サンデーコミックス『アバンチュール21（秋田書店）』（1999年）全1巻
- 手塚治虫文庫全集『アバンチュール21（講談社）』（2011年）全1巻